# Pedro Bustamante
Pedro Bustamante y García (Arequipa, 25 de enero de 1825-Ocopa, 16 de julio de 1885) fue un militar y político peruano. Fue ministro de Guerra y Marina en diversos gobiernos de los años 1860 y 1870.

## Biografía
Hijo de Pascual Bustamante Jiménez y María Josefa García Bustamante. Era todavía adolescente cuando en 1839 se enroló en el Ejército peruano como cadete. Participó en la guerra entre Perú y Bolivia y cayó prisionero en la batalla de Ingavi (1841). Fue liberado a fines de ese año a instancias del coronel Manuel Ignacio de Vivanco, pasando a Tacna. En 1850 era ya teniente coronel.
En 1852 fue destinado a Cuzco como juez militar de Primera Instancia; al año siguiente pasó a Tacna como comandante de la frontera con Bolivia, cuando se produjo la amenaza de una nueva guerra con dicho país.
En 1854 se sumó a la revolución liberal encabezada por el general Ramón Castilla en Arequipa, contra el gobierno del general José Rufino Echenique. En el curso de esa campaña, fue ascendido a coronel y nombrado comandante general de Tacna. Triunfante la revolución e instaurado el segundo gobierno de Castilla, apoyó a este mandatario en la lucha contra la revolución del general Vivanco, que desembocó en una sangrienta guerra civil (1856-1858). Tuvo una destacada actuación en el sitio y asalto de Arequipa, que le valió su ascenso a general de brigada.
Fue nombrado sucesivamente prefecto de Moquegua (1858) y Arequipa (1860). Luego pasó a Lima, donde atendió diversas misiones gubernamentales. En 1865 se plegó a  revolución nacional encabezada por el coronel Mariano Ignacio Prado contra el gobierno del general Juan Antonio Pezet, a raíz del problema suscitado por la presencia arrogante de la Escuadra Española en la costa peruana. Fue enviado a Chile en misión para conseguir armamento y a su regreso fue nombrado inspector general del Ejército. 
Participó en el combate del Callao del 2 de mayo de 1866 y sucedió a José Gálvez Egúsquiza (muerto heroicamente en dicho combate), en el cargo de secretario o ministro de Guerra (1866-1867). Se mantuvo en dicho cargo durante el gobierno de Manuel Pardo y el segundo de Mariano Ignacio Prado, y participó en la represión de las intentonas golpistas de Nicolás de Piérola. 
En 1874 fue el primer alcalde del Distrito de Barranco.
Al estallar la guerra del Pacífico, fue nombrado comandante general de la Primera División de Reserva (1879) y comandante general de la División del Sur (1880). Estuvo al mando de una de las divisiones del ejército aliado durante la batalla de San Francisco o Dolores, luego de la cual se retiró a Arica. Tras una estadía en Lima, pasó a Arequipa, donde permaneció estacionado hasta la firma del tratado de Ancón.
Retirados los chilenos del Perú, se presentó ante el general Andrés A. Cáceres, en Huancayo, para darle su apoyo en su lucha contra el régimen del general Miguel Iglesias (1884). Participa en el combate de Masma (4 de julio de 1885), donde es herido de muerte. Nombrado comandante general del ejército constitucional, murió poco después en Ocopa (16 de julio de 1885).
Actualmente, en el Distrito de Barranco hay una plaza que lleva su nombre a la espalda del Colegio San Luis.